# Richard Oelze
Richard Oelze (Magdeburgo, 29 de junio de 1900 - Gut Posteholz (Hameln), 26 de noviembre de 1980) fue un pintor surrealista alemán.

## Vida
En 1914, Oelze acudió a la Escuela de Artes Decorativas en Magdeburgo, donde se formó como litógrafo hasta 1918. Aprendió el dibujo de desnudos en clases vespertinas. Entre sus maestros estuvieron Richard Winckel y Kurt Tuch, en 1918. Desde 1919 hasta 1921, completó sus estudios en la misma escuela como un Stipendiat (becario). Entre 1921 y 1925, fue un estudiante en la Bauhaus, primero en Weimar con Johannes Itten, y luego en Dessau, donde recibió un puesto docente especial en la Bauhaus. Desde 1926 hasta 1929, vivió en Dresde, participando allí en una exposición de la Dredner Secession, y vivió desde 1929 hasta 1930 en Ascona (Suiza), y luego en Berlín hasta 1932. Después de una residencia más larga en el Gardasee, permaneció en París entre 1932 y 1936, entrando en contacto con André Breton, Salvador Dalí, Paul Éluard y Max Ernst. En 1936 y 1937, de nuevo vivió en Suiza e Italia. En 1938, volvió a Alemania, donde acabaría estableciéndose en la colonia de artistas de Worpswede un año después. Desde 1941 hasta 1945, prestó servicio militar y fue hecho prisionero. Después de la guerra, regresó a Worpswede, donde permanecería hasta 1962, año en que se marchó a Posteholz.
Richard Oelze participó en documenta II en 1959 y en documenta III en 1964 en Kassel. En 1965, se convirtió en miembro de la Akademie der Künste de Berlín.

## Obra
En su cuadro más conocido, Die Erwartung (La expectativa, 1935/1936), un grupo de gente mira a un paisaje vacío con sus espaldas vueltas hacia el observador. Se ha considerado obra fundamental en la historia de la pintura. Antes de pintarlo, Oelze ya había expuesto con éxito en Ámsterdam, Londres, París y Nueva York.
Se le ha considerado como uno de los más importantes pintores del surrealismo alemán. Sus obras se caracterizan por una fusión de paisaje y composiciones de figuras, con la representación de detalles al modo de los antiguos maestros. Tuvo una importante influencia en el surrealista francés Christian d'Orgeix.

## Honores
Ganó el Max-Beckmann-Preis, recibió el Karl-Ernst-Osthaus-Preis de la ciudad de Hagen, el Großen Kunstpreis (Gran Premio de Arte) del Estado de Renania del Norte-Westfalia, el Lichtwark-Preis de la ciudad de Hamburgo y fue premiado con el Niedersachsenpreis en la categoría de cultura en 1980.
La ciudad de Magdeburgo le puso su nombre a una calle, la Oelzeweg, y hay un Richard-Oelze-Ring en Worpswede.